# The Unholy Terror
The Unholy Terror è il terzo album del supergruppo hip hop statunitense Army of the Pharaohs, pubblicato il 30 marzo 2010 e distribuito da Babygrande Records ed Enemy Soil.
Il disco ottiene recensioni miste da parte della critica.
| Recensione | Giudizio |
| ---------- | -------- |
| AllMusic   | [ 1 ]    |
| RapReviews | [ 3 ]    |
| HipHopDX   | [ 4 ]    |

## Tracce
1. Agony Fires – 3:47 (musica: Crown)
2. Ripped to Shreds – 4:04 (musica: Aktone)
3. Bust 'Em In – 3:37 (musica: Celph Titled)
4. Prisoner – 3:55 (musica: Undefined)
5. Godzilla – 4:26 (musica: Grand Finale)
6. Suplex – 4:30 (musica: Vanderslice)
7. Contra Mantra – 4:33 (musica: DC the Midi alien)
8. Drenchen in Blood – 3:54 (musica: MTK)
9. Spaz Out – 3:12 (musica: JBL the Titan)
10. 44 Magnum – 3:42 (musica: Vanderslice)
11. Dead Shall Rise – 4:57 (musica: Crown)
12. Cookin' Keys – 5:35 (musica: DJ Kwestion)
13. Burn You Alive – 4:10 (musica: Triple Z)
14. Hollow Points – 5:19 (musica: Hypnotist Beats)
15. Suicide Girl – 4:35 (musica: Apathy)
16. The Ultimatum – 6:31 (musica: DJ Kwestion)

Durata totale: 70:47

## Classifiche
| Classifica (2010)         | Posizione massima |
| ------------------------- | ----------------- |
| US Heatseekers Albums     | 6                 |
| US Independent Albums     | 27                |
| US Top Rap Albums         | 19                |
| US Top R&B/Hip-Hop Albums | 42                |